# Řád svatých Jiřího a Konstantina
Královský rodinný řád svatých Jiřího a Konstantina (řecky Βασιλικόν Οἰκογενειακόν Τάγμα Ἁγίων Γεωργίου καὶ Κωνσταντίνου) bylo státní vyznamenání Řeckého království založené roku 1936. Udílen byl výhradně mužům.

## Historie a pravidla udílení
Řád byl založen řeckým králem Jiřím II. v lednu 1936. Založen byl na památku jeho dědečka Jiřího I. a jeho otce Konstantina I. Od zrušení řecké monarchie není řád od roku 1975 udílen. Zachován zůstal pouze jako dynastický řád potomků řecké královské rodiny.

## Třídy
Řád byl udílen v šesti třídách:
- velkostuha (Περιδέραιον) – Řádový odznak se nosí na řetězu kolem krku. Řádová hvězda se nosí nalevo na hrudi.
- velkokříž (Μεγαλόσταυρος) – Řádový odznak se nosí na řetězu kolem krku nebo na široké stuze spadající z pravého ramene na protilehlý bok. Řádová hvězda se nosí nalevo na hrudi.
- velkokomtur (Ανώτερος Ταξιάρχης) – Řádový odznak se nosí i řádová hvězda se nosí napravo na hrudi.
- komtur (Ταξιάρχης) – Řádový odznak se nosí na stuze kolem krku.
- zlatý kříž (Χρυσούς Σταυρός) – Řádový odznak se nosí na stužce nalevo na hrudi.
- stříbrný kříž (Αργυρούς Σταυρός) – Řádový odznak se nosí nalevo na hrudi.

## Insignie
Vzhled řádových insignií byl ovlivněn dánským původem řecké královské rodiny a vychází ze vzhledu Řádu Dannebrog. Řádový odznak má tvar bíle smaltovaného latinského kříže s hnědým lemováním. V nejnižší třídě je odznak stříbrný, u vyšších tříd pak pozlacený. Uprostřed kříže je kulatý medailon s vyobrazením svatého Jiří a svatého Konstantina. Lemován je modře smaltovaným kruhem se zlatým nápisem IΣХYΣ МОY Н АГАПН ТОY ΛАОY (Mou silou je láska mého lidu). Na zadní straně je ve středovém medailonu královský erb. Kříž je převýšen královskou korunou. V případě vojenské divize je odznak doplněn zkříženými meči.
Řádová hvězda je stejná jako odznak, chybí pouze přechodový prvek v podobě královské koruny.
Řádový řetěz je pozlacený a skládá se z článků ve tvaru lvů, které jsou střídány články ve tvaru královského monogramu krále Jiřího I. a články ve tvaru královského monogramu Konstantina I. Centrální článek, na němž je zavěšen řádový odznak, má podobu byzantské dvouhlavé orlice.
Stuha je tmavě modrá s okraji lemovanými střídajícími se červenými a bílými vodorovnými proužky.